# Antonio Nicolás Briceño (paroisse civile)
Antonio Nicolás Briceño est l'une des quatre paroisses civiles de la municipalité de San Rafael de Carvajal dans l'État de Trujillo au Venezuela. Sa capitale est La Cejita.